# Équipe du Costa Rica de hockey sur gazon
Maillots
L'équipe du Costa Rica de hockey sur gazon est la sélection nationale qui représente le Costa Rica en hockey sur gazon.

## Tournoi masculin
| Championnat d'Amérique centrale masculin de hockey sur gazon | Championnat d'Amérique centrale masculin de hockey sur gazon | Championnat d'Amérique centrale masculin de hockey sur gazon | Championnat d'Amérique centrale masculin de hockey sur gazon | Championnat d'Amérique centrale masculin de hockey sur gazon | Championnat d'Amérique centrale masculin de hockey sur gazon | Championnat d'Amérique centrale masculin de hockey sur gazon | Championnat d'Amérique centrale masculin de hockey sur gazon | Championnat d'Amérique centrale masculin de hockey sur gazon | Championnat d'Amérique centrale masculin de hockey sur gazon |
| Année                                                        | Tour                                                         | Position                                                     | J                                                            | V                                                            | N*                                                           | D                                                            | BP                                                           | BC                                                           |                                                              |
| ------------------------------------------------------------ | ------------------------------------------------------------ | ------------------------------------------------------------ | ------------------------------------------------------------ | ------------------------------------------------------------ | ------------------------------------------------------------ | ------------------------------------------------------------ | ------------------------------------------------------------ | ------------------------------------------------------------ | ------------------------------------------------------------ |
| 2022                                                         | 1er tour                                                     | 3e/4                                                         | 6                                                            | 2                                                            | 1                                                            | 3                                                            | 4                                                            | 6                                                            |                                                              |

## Tournoi feminin
| Championnat d'Amérique centrale masculin de hockey sur gazon | Championnat d'Amérique centrale masculin de hockey sur gazon | Championnat d'Amérique centrale masculin de hockey sur gazon | Championnat d'Amérique centrale masculin de hockey sur gazon | Championnat d'Amérique centrale masculin de hockey sur gazon | Championnat d'Amérique centrale masculin de hockey sur gazon | Championnat d'Amérique centrale masculin de hockey sur gazon | Championnat d'Amérique centrale masculin de hockey sur gazon | Championnat d'Amérique centrale masculin de hockey sur gazon | Championnat d'Amérique centrale masculin de hockey sur gazon |
| Année                                                        | Tour                                                         | Position                                                     | J                                                            | V                                                            | N*                                                           | D                                                            | BP                                                           | BC                                                           |                                                              |
| ------------------------------------------------------------ | ------------------------------------------------------------ | ------------------------------------------------------------ | ------------------------------------------------------------ | ------------------------------------------------------------ | ------------------------------------------------------------ | ------------------------------------------------------------ | ------------------------------------------------------------ | ------------------------------------------------------------ | ------------------------------------------------------------ |
| 2022                                                         | 1er tour                                                     | 3e/3                                                         | 4                                                            | 0                                                            | 2                                                            | 2                                                            | 0                                                            | 2                                                            |                                                              |

## Tournoi 5s masculin
| Championnat d'Amérique centrale masculin de hockey sur gazon à 5              | Championnat d'Amérique centrale masculin de hockey sur gazon à 5 | Championnat d'Amérique centrale masculin de hockey sur gazon à 5 | Championnat d'Amérique centrale masculin de hockey sur gazon à 5 | Championnat d'Amérique centrale masculin de hockey sur gazon à 5 | Championnat d'Amérique centrale masculin de hockey sur gazon à 5 | Championnat d'Amérique centrale masculin de hockey sur gazon à 5 | Championnat d'Amérique centrale masculin de hockey sur gazon à 5 | Championnat d'Amérique centrale masculin de hockey sur gazon à 5 | Championnat d'Amérique centrale masculin de hockey sur gazon à 5 |
| Année                                                                         | Tour                                                             | Position                                                         | J                                                                | V                                                                | N*                                                               | D                                                                | BP                                                               | BC                                                               |                                                                  |
| ----------------------------------------------------------------------------- | ---------------------------------------------------------------- | ---------------------------------------------------------------- | ---------------------------------------------------------------- | ---------------------------------------------------------------- | ---------------------------------------------------------------- | ---------------------------------------------------------------- | ---------------------------------------------------------------- | ---------------------------------------------------------------- | ---------------------------------------------------------------- |
| 2023                                                                          | Champion                                                         | 1er/3                                                            | 7                                                                | 0                                                                | 6                                                                | 1                                                                | 11                                                               | 12                                                               |                                                                  |
| Tournoi de Développement masculin d'Amérique Centrale de hockey sur gazon à 5 |                                                                  |                                                                  |                                                                  |                                                                  |                                                                  |                                                                  |                                                                  |                                                                  |                                                                  |
| Année                                                                         | Tour                                                             | Position                                                         | J                                                                | V                                                                | N*                                                               | D                                                                | BP                                                               | BC                                                               |                                                                  |
| 2024                                                                          |                                                                  | 1er/4                                                            | 0                                                                | 0                                                                | 0                                                                | 0                                                                | 0                                                                | 0                                                                |                                                                  |

- Les matchs nuls comprennent les matchs décidés aux shoot-out.

## Tournoi 5s feminin
| Championnat d'Amérique centrale feminin de hockey sur gazon à 5              | Championnat d'Amérique centrale feminin de hockey sur gazon à 5 | Championnat d'Amérique centrale feminin de hockey sur gazon à 5 | Championnat d'Amérique centrale feminin de hockey sur gazon à 5 | Championnat d'Amérique centrale feminin de hockey sur gazon à 5 | Championnat d'Amérique centrale feminin de hockey sur gazon à 5 | Championnat d'Amérique centrale feminin de hockey sur gazon à 5 | Championnat d'Amérique centrale feminin de hockey sur gazon à 5 | Championnat d'Amérique centrale feminin de hockey sur gazon à 5 | Championnat d'Amérique centrale feminin de hockey sur gazon à 5 |
| Année                                                                        | Tour                                                            | Position                                                        | J                                                               | V                                                               | N*                                                              | D                                                               | BP                                                              | BC                                                              |                                                                 |
| ---------------------------------------------------------------------------- | --------------------------------------------------------------- | --------------------------------------------------------------- | --------------------------------------------------------------- | --------------------------------------------------------------- | --------------------------------------------------------------- | --------------------------------------------------------------- | --------------------------------------------------------------- | --------------------------------------------------------------- | --------------------------------------------------------------- |
| 2023                                                                         | Champion                                                        | 1er/3                                                           | 7                                                               | 5                                                               | 0                                                               | 2                                                               | 12                                                              | 7                                                               |                                                                 |
| Tournoi de Développement féminin d'Amérique Centrale de hockey sur gazon à 5 |                                                                 |                                                                 |                                                                 |                                                                 |                                                                 |                                                                 |                                                                 |                                                                 |                                                                 |
| Année                                                                        | Tour                                                            | Position                                                        | J                                                               | V                                                               | N*                                                              | D                                                               | BP                                                              | BC                                                              |                                                                 |
| 2024                                                                         |                                                                 | 1er/4                                                           | 0                                                               | 0                                                               | 0                                                               | 0                                                               | 0                                                               | 0                                                               |                                                                 |

- Les matchs nuls comprennent les matchs décidés aux shoot-out.